# CD20
CD20, или B-лимфоцитарный антиген CD20 — белок, корецептор, расположенный на поверхности B-лимфоцитов. Продукт гена человека MS4A1. Точная функция этого белка до сих пор не установлена, однако предполагают, что он принимает участие в активации и пролиферации B-лимфоцитов.

## Структура гена и белка
Ген MS4A1 принадлежит к семейству MS4A (англ. membrane-spanning 4A), в которое входят по крайней мере 25 других генов. Гены этого семейства сгруппированы в локусе 11q12—13. Предположительно, соответствующие белки имеют сходную пространственную структуру: это мембранные белки, которые пронизывают мембрану 4 раза и имеют N- и C-концевые цитоплазматические домены.

## Функции
Лиганд рецептора CD20 не известен. Белок участвует в обеспечении оптимального B-лимфоцитарного иммунного ответа, в частности против T-независимых антигенов. Регулирует активацию и пролиферацию B-лимфоцитов.

## Распространение
CD20 специфичен для B-лимфоцитов. Также он присутствует на поверхности злокачественных клеток при большинстве B-клеточных лимфопролиферативных заболеваний.
CD20 начинает синтезироваться на ранних стадиях дифференцировки B-клеток, а именно в пре-B-клетках до появления тяжёлых цепей иммуноглобулинов в цитоплазме. Этот маркер исчезает только при финальной дифференцировке B-клетки в плазматическую клетку.

## В патологии
Описан случай вариабельного неклассифицируемого иммунодефицита, вызванного гомозиготной мутацией гена MS4A1. Это состояние проявлялось рекуррентными бактериальными инфекциями дыхательных путей. Анализ крови выявил гипогаммаглобулинемию, пониженное количество B-клеток памяти на фоне нормального общего количества B-клеток в периферической крови. Иммунная система пациентки производила очень мало антител в ответ на присутствие T-независимого антигена.

## В терапии
Модифицированные антитела против CD20, такие как rituximab, ofatumumab и др., используются при хронических лимфоцитарных лейкемиях.